# Дворец Сената (Испания)
Дворец Сената (исп. Palacio del Senado) — неоклассическое здание построенное на площади флота в Мадриде. В наше время здание является местом заседаний Сената Испании — Верхней палаты Парламента Испании.

## История
Здание было построено в XVI веке для школы Ордена Святого Августина. Школа была одним из самых выдающихся заведений столицы, а в её церкви было несколько шедевров Эль Греко, которые сегодня находятся в музее Прадо.
В 1814 году во дворце располагались Кадисские кортесы, первый официальный парламент Испании.
С утверждением Королевского статута 1834 года Генеральные кортесы были созданы как двухпалатный парламент с Палатой пэров в качестве верхней палаты. Палаты пэров переехали во дворец в 1835 году, и после многих изменений названия и полномочий этот дворец продолжал служить домом для верхней палаты Кортесов до 1923 года.
Во время диктатуры Примо де Риверы (1923—1930) кортесы были распущены и было создано Национальное консультативное собрание, резиденция которого находилась во Дворце Кортесов. После провозглашения Второй республики однопалатный парламент располагался во дворце Кортесов, а дебаты о конституции проходили в Хрустальном дворце.
Во время диктатуры Франсиско Франко во дворце располагался Национальный совет Движения, марионеточный сенат, контролируемый Франко.
После восстановления демократии в 1977 году Сенат был восстановлен в своем первоначальном виде и вместе с Конгрессом депутатов принял демократическую конституцию 1978 года.

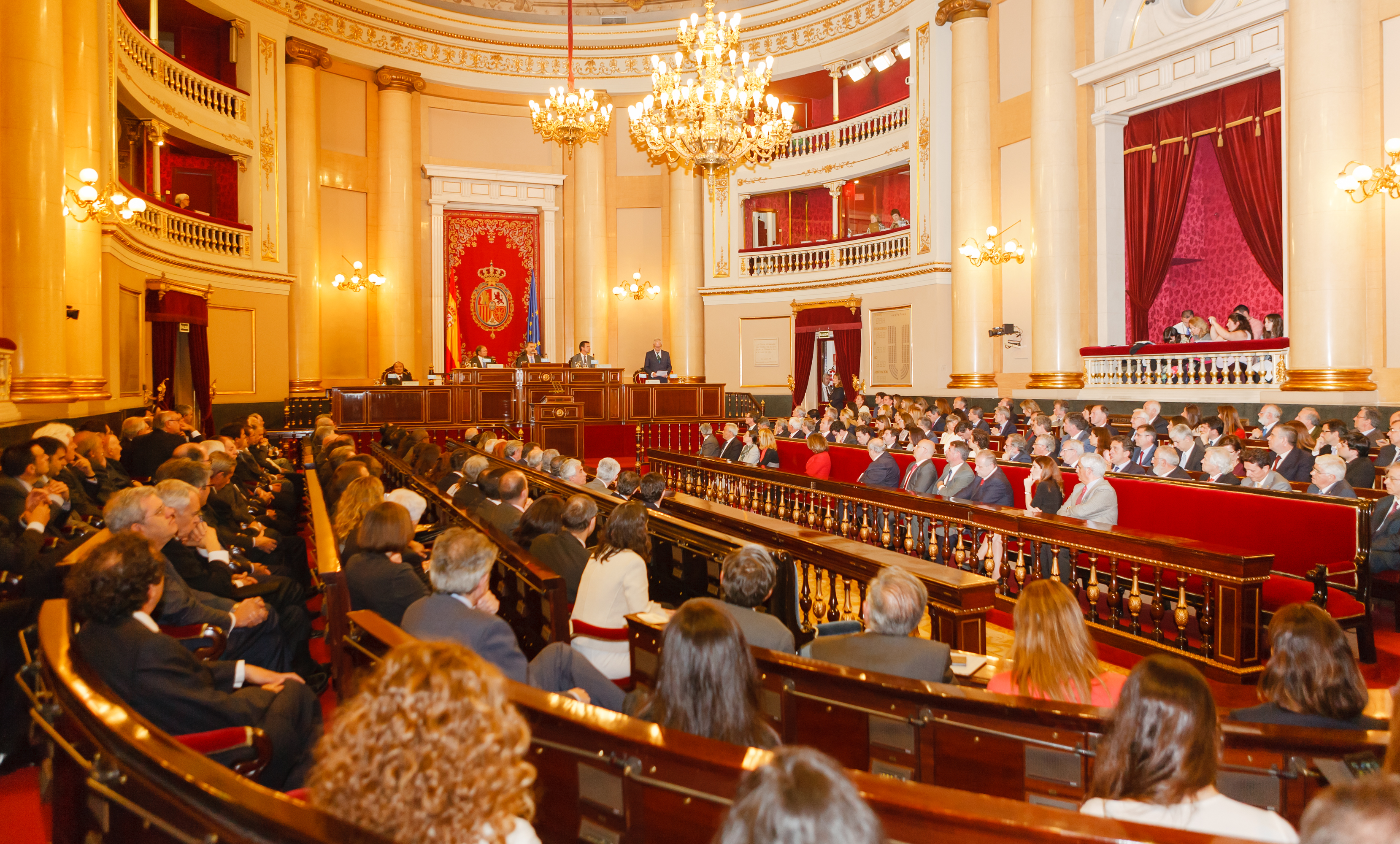
Сессионный зал Сената.